# 롤랜드 윈터스

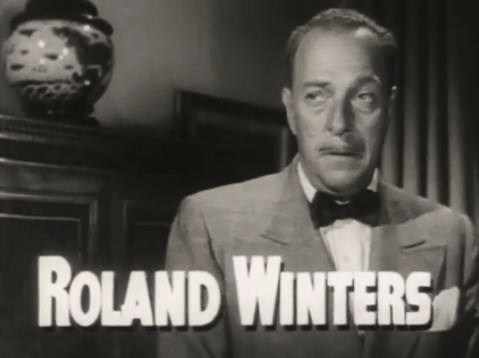

롤랜드 윈터스(Roland Winters, 1904년 12월 22일 ~ 1989년 10월 22일)는 미국의 배우, 연극 배우, 텔레비전 배우이다.
보스턴에서 태어났다.

## 영화
- 데인 커스 (1978년)
- 폴로우 댓 드림 (1962년)
- 블루 하와이 (1961년)
- 네버 스틸 애니씽 스몰 (1959년)
- 탑 시크릿 어페어 (1957년)
- 실물보다 큰 (1956년)
- 소 빅 (1953년)
- 투 프리즈 어 레이디 (1950년)
- 웨스트 포인트 스토리 (1950년)
- 캡틴 캐리 USA (1950년)
- 원스 모어 마이 다링 (1949년)
- 애보트와 코스텔로 3 (1949년) - T. 핸리 브룩스 역
- 스튜디오 원 (1948년)